# Бернштейн Марк Ізраїлевич
Марк Бернштейн (біл. Марк Ізрайлевіч Бернштэйн, нар. 19 серпня 1965, Мінськ) — блогер і редактор російської Вікіпедії з Мінська. У березні 2022 року Бернштейна затримав ГУБОЗіК за звинуваченням у порушенні російського закону про фейкові новини, у зв'язку з редагуванням ним статей у Вікіпедії на тему російського вторгнення в Україну в 2022 році.

## Внесок до Вікіпедії
Із кінця 2009 року до початку 2022 року Бернштейн був одним із 50 найактивніших редакторів російськомовної Вікіпедії, з понад 200 000 редагуваннями. Своїм «найкращим» досягненням у Вікіпедії у 2009 році він назвав роботу над статтею про цензуру в Радянському Союзі, в якій він процитував близько 250 джерел. Бернштейн радив новим редакторам Вікіпедії спочатку вчитися на моделях редагування досвідчених редакторів Вікіпедії та бути готовим до спільної роботи з редакторами, які дотримуються дуже різних і часто протилежних точок зору. Такий підхід він вважав ключем до розвитку статей Вікіпедії.

## Затримання в 2022 році
Поки деякі редактори російської Вікіпедії стверджували, що назва статті «Вторгнення Росії в Україну (2022)» (рос. Вторжение России на Украину (2022)) порушує політику Вікіпедії щодо подання інформації з нейтральної точки зору, Бернштейн заявив, що «російські війська вторглися на територію України, це просто факт, а не точка зору».
10 березня 2022 року російський пропагандистський Telegram-канал «Мракоборець» опублікував персональні дані Бернштейна і звинуватив його в порушенні нового російського закону про фейкові новини. У цьому каналі стверджували, що редагування Бернштейном статей Вікіпедії про вторгнення Росії в Україну 2022 року порушило новий закон.
11 березня 2022 року в Мінську Бернштейна було затримано співробітниками ГУБОЗіК. Проурядові Telegram-канали опублікували відеозапис затримання Бернштейна і звинуватили його в поширенні фейкової «антиросійської» інформації. 12 березня 2022 року його засудили до 15 діб арешту за «непокору законному розпорядженню чи вимозі посадової особи» (ст. 24-3 КоАП Білорусі).
26 березня білоруська газета «Наша Ніва» повідомила, що проти Марка Бернштейна порушено кримінальну справу за статтею «Організація та підготовка дій, що грубо порушують громадський порядок, або активна участь у них». На цей момент на волю він так і не вийшов.
24 червня стало відомо, що суд у Мінську засудив до обмеження волі на строк до трьох років. Марка Бернштейна випустили з-під варти у залі суду.

### Реакції
11 березня 2022 року Фонд Вікімедіа, який забезпечує функціонування Вікіпедії та інших проєктів Вікімедіа, заявив у відповідь на запит про затримання Бернштейна, що «Команда Фонду з довіри, безпеки та прав людини вела моніторинг поточної кризи в Україні та перебувала у тісному контакті з вікімедійними спільнотами в регіоні, щоб забезпечити їхню безпеку та відповідати на їхні потреби».

### Вплив на російський розділ Вікіпедії
Арешт Марка Бернштейна став безпрецедентним для російського розділу Вікіпедії в тому, що він став першим ув'язненим саме за редагування Вікіпедії. Цей випадок ще й вплинув на політику особистих даних для всіх інших учасників проєкту. Як зазначив адміністратор Вікіпедії Олег Юнаков: 
Будь-хто з нас може опинитися на місці Павла Пернікова та Марка Бернштейна. За замовчуванням усі, хто вносять правки в статтю, залишаються в історії змін. І якщо хтось раніше згадував свої персональні дані у «Вікіпедії», то можна пов'язати редагування з людиною. Ми в Арбітражному комітеті ухвалили безпрецедентне рішення кілька місяців тому: приховати всіх авторів правок у статтях з військової тематики. Вони залишаються авторами, але їх не видно зі сторони. Тому звинуватити когось зараз майже неможливо. Проблема в тому, що Марка і Павла взяли до того, як ми це запровадили.